# Live at Chelmsford Prison
Live at Chelmsford Prison — концертный альбом-бутлег британской панк-группы Sex Pistols, записанный 17 сентября 1976 года в Челмсфордской тюрьме. Оригинальное название альбома, вышедшего в 1990 году было Live at Chelmsford Top Security Prison; в 1992 году этот концерт был издан под названием Live at Chelmsford Prison (также можно встретить заголовок Live in Chelmsford Prison).

## Обзор
Live at Chelmsford Top Security Prison, вышедший в 1990 году на Restless Records, считается одним из наихудших образчиков бутлега Sex Pistols. Бывший звукорежиссёр концертов группы Дейв Гудман, записавший данное выступление, внёс в него значительные изменения; так были наложены дополнительные партии гитар, голос, имитирующий ругань и пение Джонни Роттена, а также шум и чуть ли не бунт заключённых, перед которыми выступала группа.
В 1992 году тот же концерт, но без наложений Гудмана, вышел на Dojo Records. Эта версия была переиздана в 2002 году на Sanctuary Records.
Само выступление, несмотря на достаточно высокое качество записи (так как взято с микшерного пульта, а не с любительской плёнки), неровное и вялое.

## Список композиций
1. Lazy Sod
2. New York
3. No Lip
4. (I’m Not Your) Steppin’ Stone
5. Suburban Kids
6. Submission
7. Liar
8. Anarchy in the U.K.
9. Did You No Wrong
10. Substitute[англ.]
11. No Fun
12. Pretty Vacant
13. Problems
14. I Wanna Be Me